# Simon Haycock
Simon Haycock (* in Yorkshire, England) ist ein britisch-kanadischer Theater- und Filmschauspieler sowie Synchronsprecher.

## Leben
Haycock wurde in der ehemaligen Grafschaft Yorkshire geboren. Er machte seine Schauspielausbildung am Drama Centre London. Erste schauspielerische Erfahrungen sammelte er in einer Reihe von Kurzfilmen sowie in verschiedenen Bühnenstücken, ehe er 2015 in Wasp als Olivier seine erste Spielfilmrolle erhielt. Zudem fungierte er als Filmsprecher in den Kurzfilmen Greed (2013) und Lambing Season (2016). 2019 übernahm er im Science-Fiction-Film Invasion Planet Earth – Sie kommen! die männliche Hauptrolle des Thomas Dunn, der aufgrund des Todes seiner Tochter nur noch wenig Lebensfreude besitzt und später von Außerirdischen entführt wird. Im selben Jahr lieh er verschiedenen Charakteren seine Stimme im Videospiel SpellForce 3: Soul Harvest. Im Folgejahr hatte er eine Nebenrolle im Spielfilm Love Online. 2021 übernahm er unter anderem im Fernsehfilm Obsessed with the Babysitter die Rolle des Familienvaters Adrian Cartwright und eine Nebenrolle im Thriller Ayar.
Haycock lebte für einige Zeit in Toronto. Er ist mit seiner Frau in Los Angeles wohnhaft.

## Filmografie (Auswahl)
- 2013: Step Right Up (Kurzfilm)
- 2014: The Woods (Kurzfilm)
- 2015: Wasp
- 2017: Last Respects (Kurzfilm)
- 2017: Hyper Jump (Kurzfilm)
- 2018: Bizarre Murders (Fernsehserie, Episode 1x27)
- 2019: Disasters at Sea (Fernsehserie, Episode 2x02)
- 2019: Invasion Planet Earth – Sie kommen! (Invasion Planet Earth)
- 2020: Love Online
- 2021: Obsessed with the Babysitter (Fernsehfilm)
- 2021: Ayar
- 2021: _Hello (Kurzfilm)

## Synchronisation (Auswahl)
- 2013: Greed (Kurzfilm)
- 2016: Lambing Season (Kurzfilm)
- 2019: SpellForce 3: Soul Harvest (Videospiel)

## Theater (Auswahl)
- Troilus & Cressida
- Coriolanus
- Inigo